# 34271 Vinjaivale
34271 Vinjaivale è un asteroide della fascia principale. Scoperto nel 2000, presenta un'orbita caratterizzata da un semiasse maggiore pari a 2,7939677 au e da un'eccentricità di 0,0294041, inclinata di 1,78292° rispetto all'eclittica.